# 淡路国分寺
淡路国分寺（あわじこくぶんじ）は、兵庫県南あわじ市八木国分にある律宗の寺院。山号は護国山。本尊は釈迦如来。
奈良時代に聖武天皇の詔により日本各地に建立された国分寺のうち、淡路国国分僧寺の後継寺院にあたる。本項では現寺院とともに、寺院跡である淡路国分寺跡（塔跡は国の史跡）と淡路国分尼寺の推定地についても解説する。

## 概要
淡路島南部、三原川中流域右岸の河岸段丘上に位置する。聖武天皇の詔で創建された国分寺（金光明四天王護国之寺）の法燈を継ぐ寺院で、現在の境内は古代の国分寺跡と重複する。諸国国分寺に遅れ奈良時代後半頃に創建されて推移したが、室町時代頃に衰退し、大永5年（1525年）・寛文5年（1665年）の2度の再興を経て現在に至っている。付近では西方に淡路国府推定地が、他に大和大国魂神社（淡路国二宮）・神本駅も立地し、古くから政治的・文化的中心地であったことが知られる。
古代国分寺跡については、塔跡が1951年（昭和26年）に国の史跡に指定されたのち、1984年（昭和59年）以降に寺域の本格的な発掘調査が実施されているが、現在までに伽藍の詳細は明らかでない。また国分寺本来の本尊を踏襲する丈六の木造釈迦如来坐像が国の重要文化財に、飛天坐像が兵庫県指定重要有形文化財に指定されている。

## 歴史

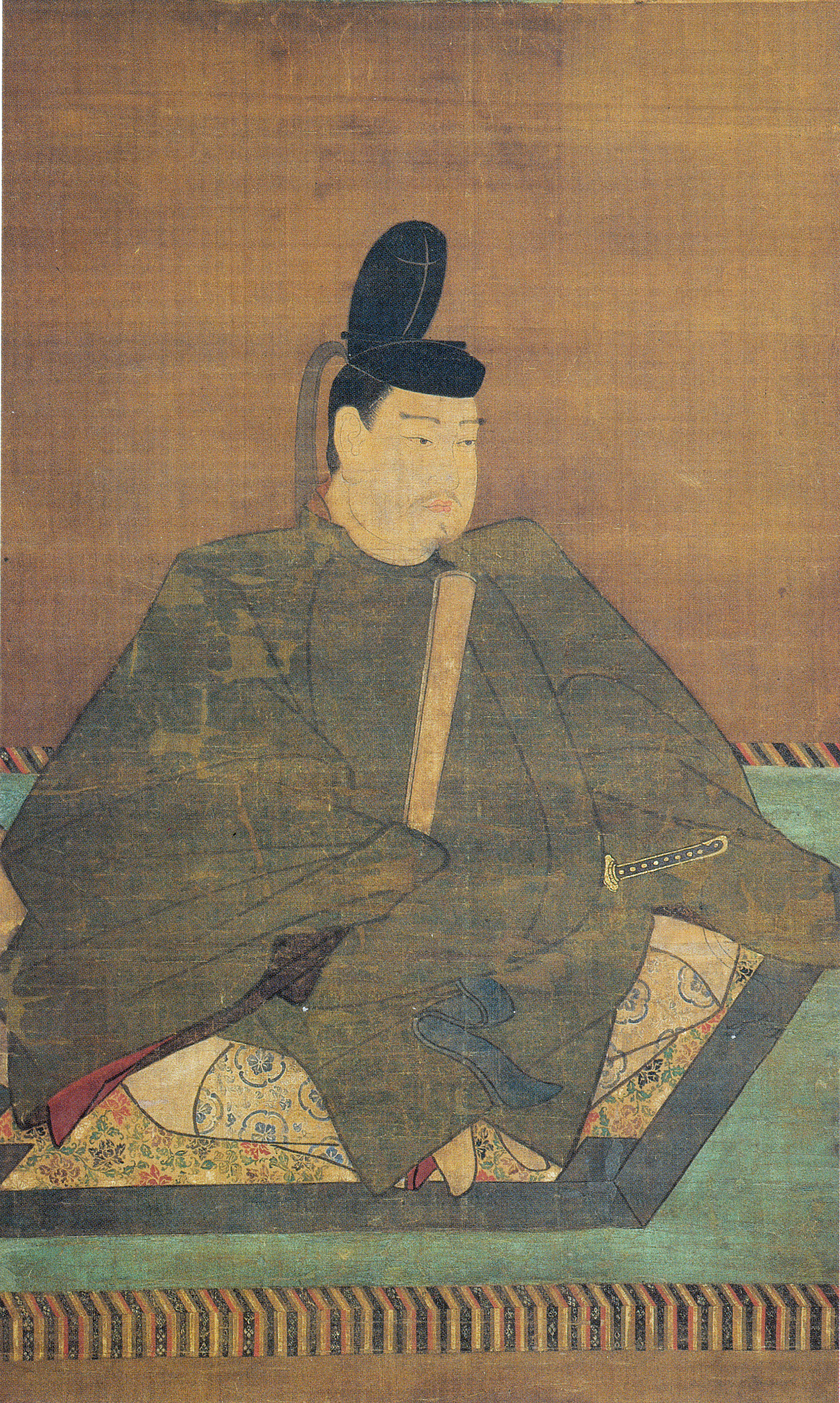
聖武天皇肖像

### 古代
創建は不詳。出土瓦の様相によれば奈良時代後期以降の創建と推測されるため、天平13年（741年）の国分寺建立の詔からしばらく経過後、天平勝宝8歳（756年）の国分寺造営の督促ののちに成立したと見られる。『日本霊異記』下巻25話には宝亀6年（775年）の説話が見え、それまでの完成が示唆される。
『朝野群載』には、天暦9年（955年）に死去した淡路国分寺僧の代替として沙弥澄真が登壇受戒を延暦寺戒壇院を請う旨の淡路国牒が載せられており、当時の淡路国分寺が国衙の管轄下にあったと推測される。
延長5年（927年）成立の『延喜式』主税上では、国分寺料として稲5千束が規定されている。

### 中世・近世
鎌倉時代、『吾妻鏡』には建久元年（1190年）に伊勢神宮役夫工米未進地として「国分寺」が見え、一帯の荘園化が示唆される。また暦応3年（1340年）には現在の本尊が作られた。その後の室町時代頃には衰退したと見られる。
戦国時代、大永5年（1525年）に廻国六部僧の俊泉により再興されたが、天正年間（1573-1592年）に兵火で焼失。
江戸時代、寛文5年（1665年）に照運により再興された。この時に金堂・庫裏・大日堂・鐘楼・羅漢堂などが建立されている。寛文6年（1666年）には唐招提寺の末寺となった。

### 近代以降
近代以降については次の通り。
- 1951年（昭和26年）6月9日、塔跡が国の史跡に指定[1]。
- 1967年（昭和42年）、収蔵庫建設に伴う発掘調査[2]。
- 1981年（昭和56年）、寺域北隅の発掘調査[2]。
- 1984-1988年（昭和59-63年）、範囲確認の発掘調査（三原町教育委員会、1993年に報告書刊行）[2]。
- 2002-2003年度（平成14-15年度）、国分寺瓦窯跡の発掘調査（三原町教育委員会、2005年に報告書刊行）[4]。

## 境内

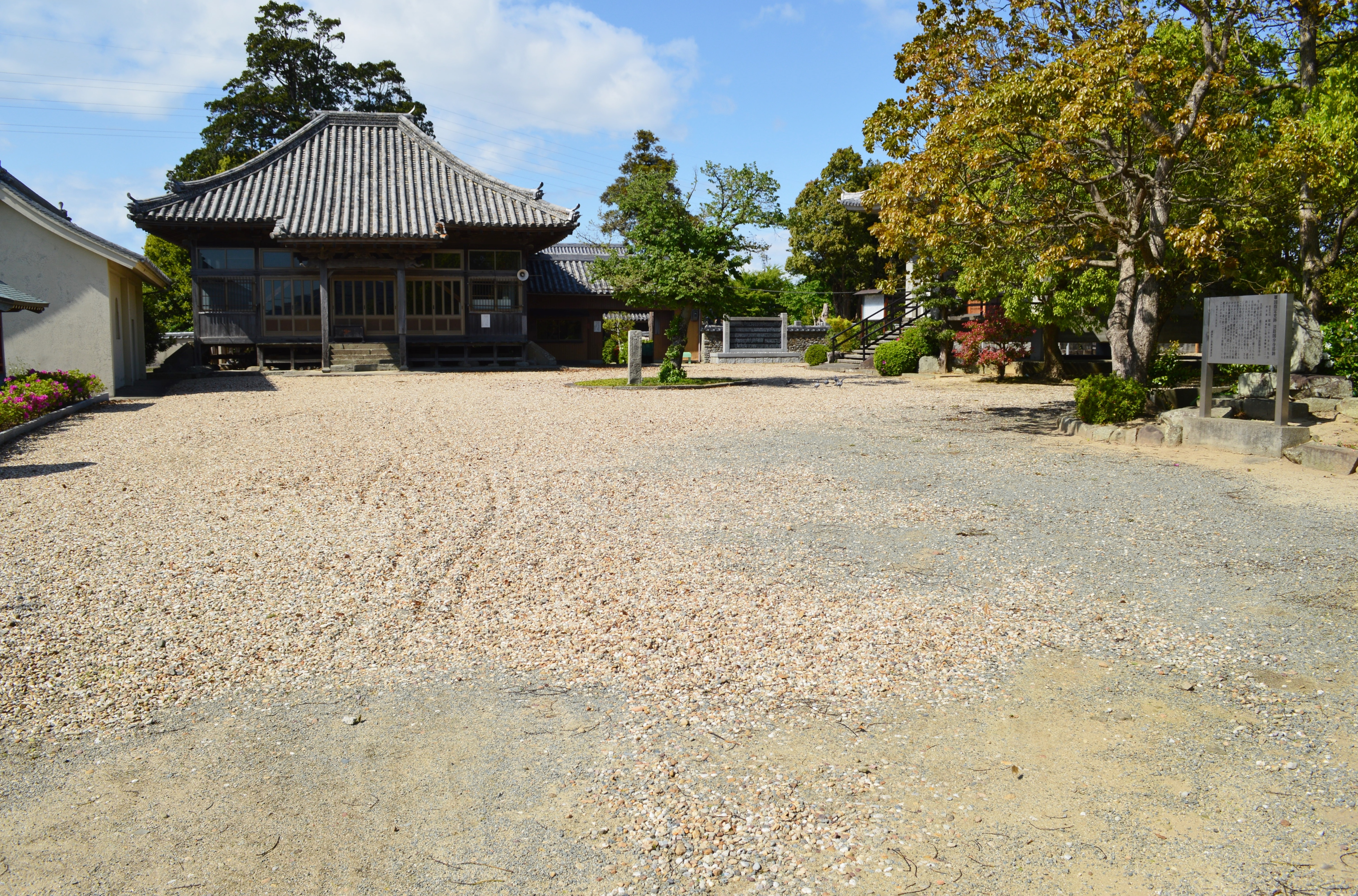
境内
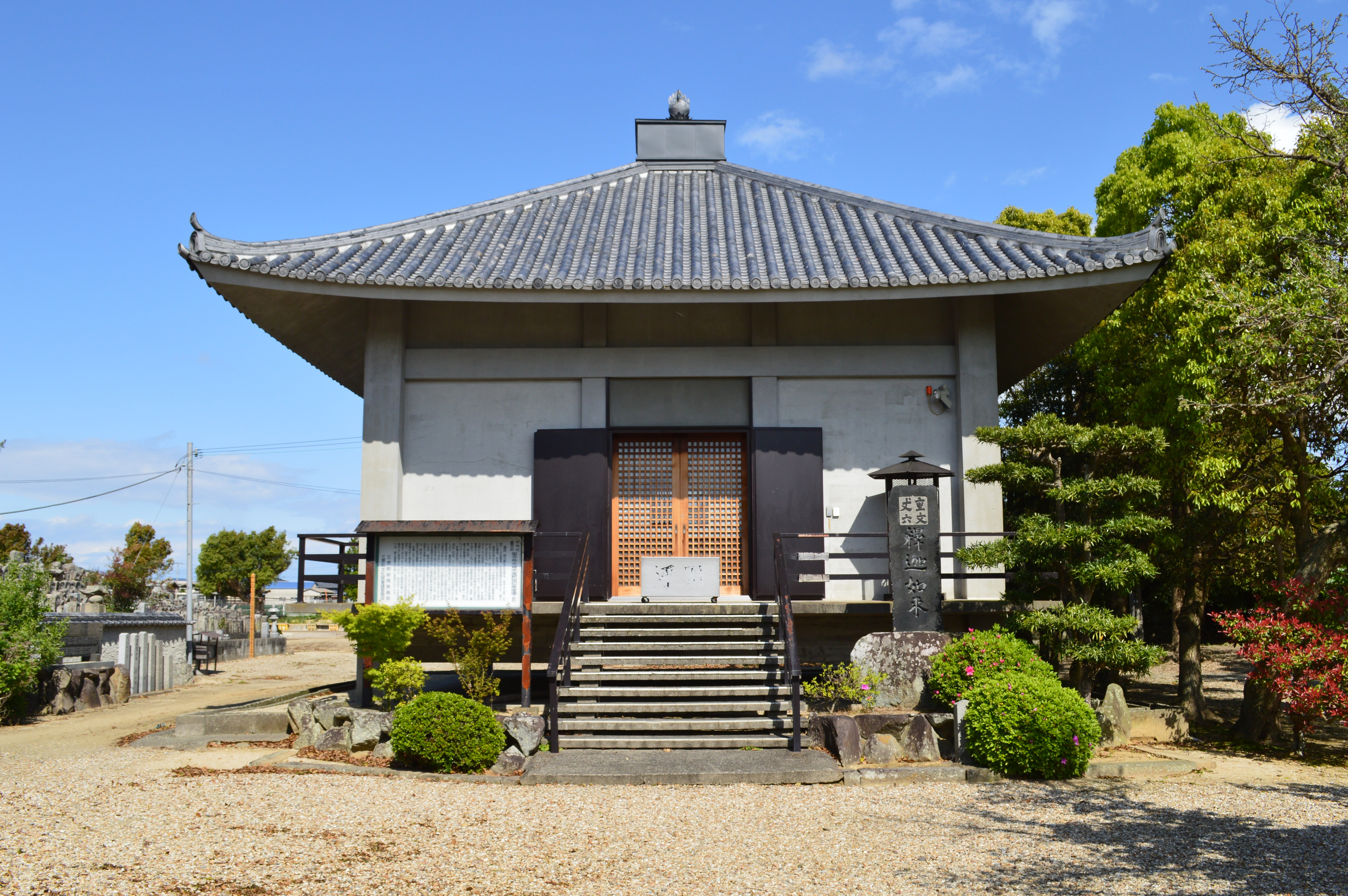
現本堂
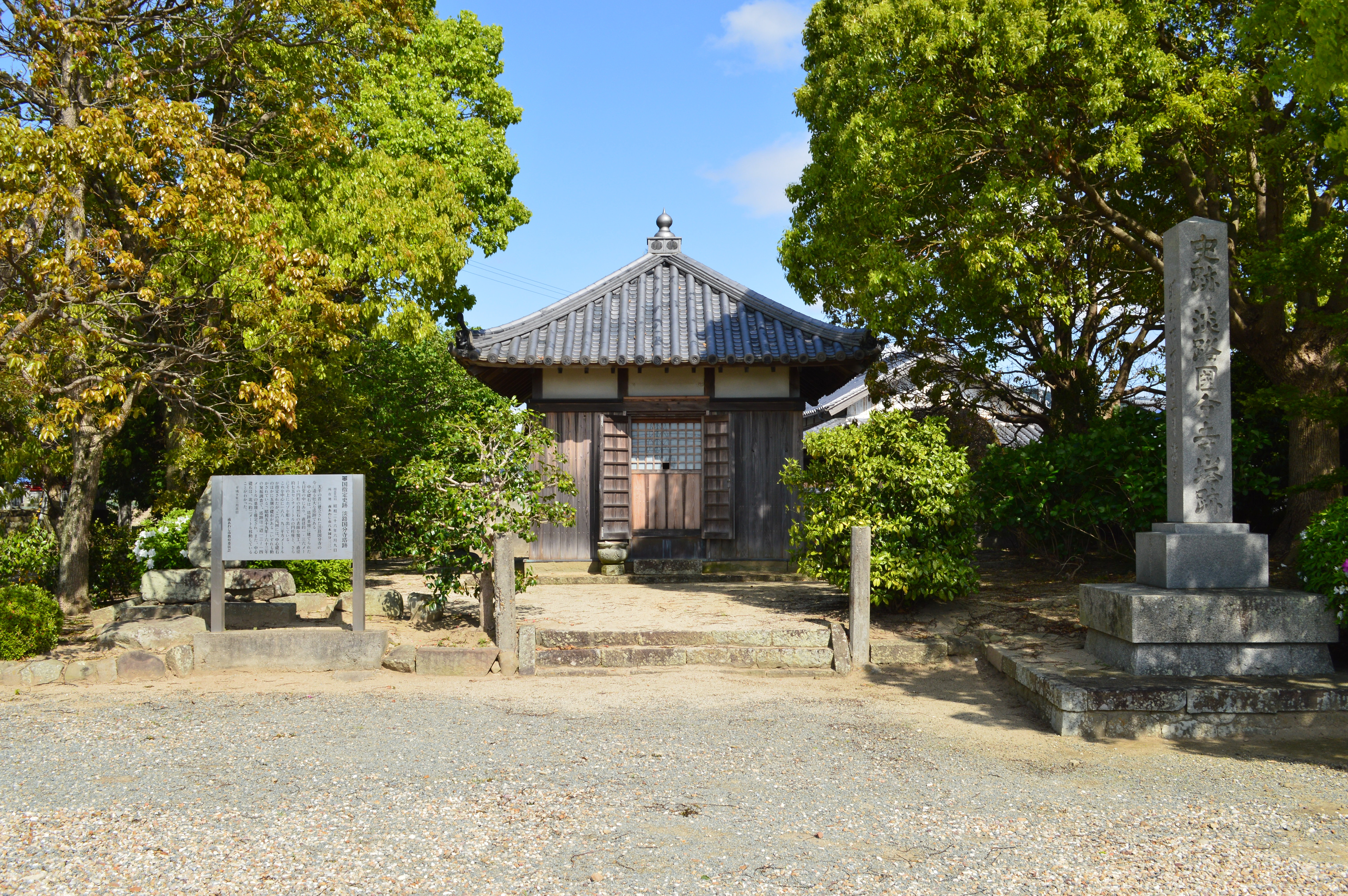
大日堂 古代国分寺の塔跡と重複。

## 淡路国分寺跡

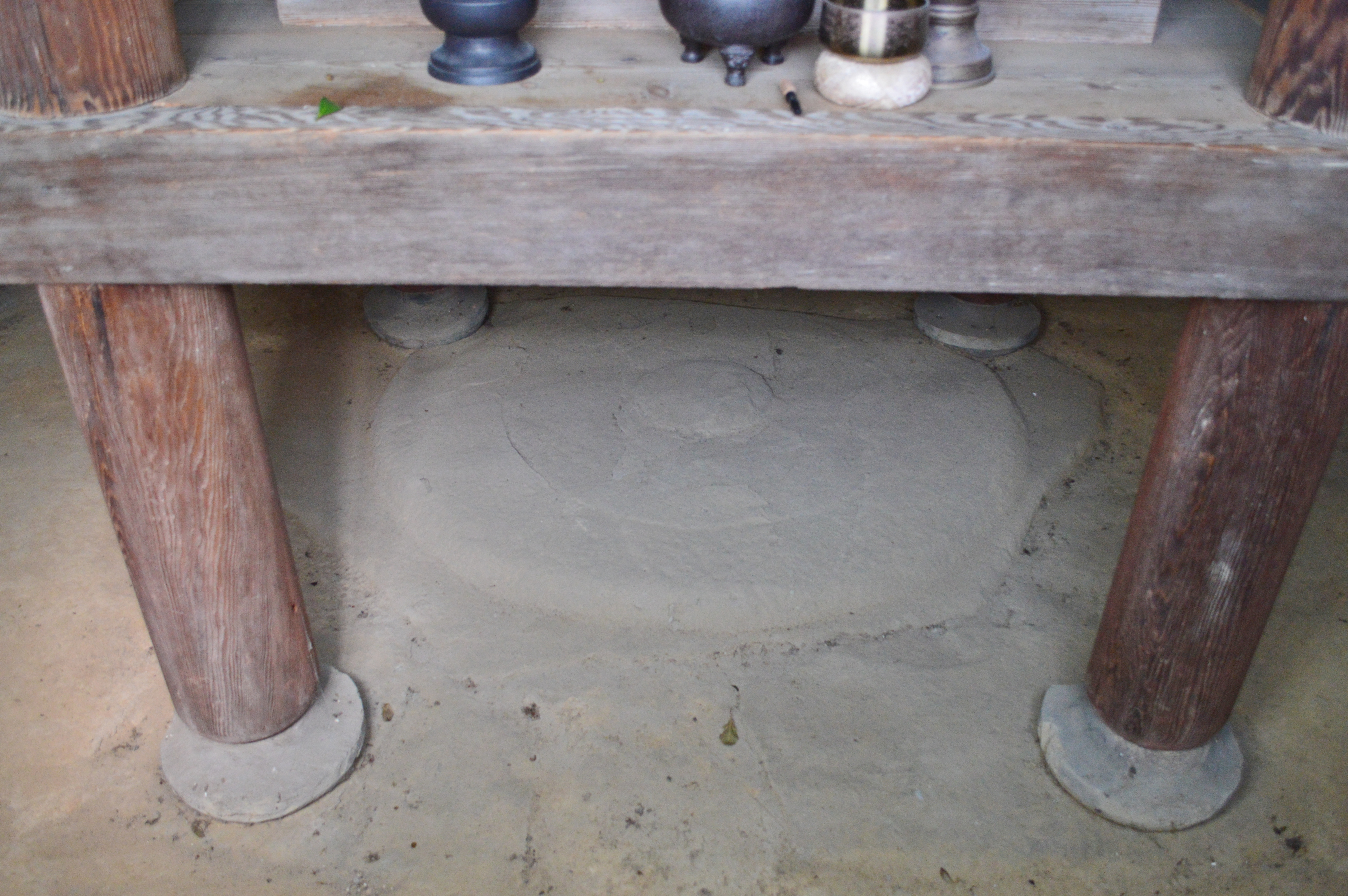
塔心礎

僧寺跡の寺域は、東西約170メートル・南北約210メートルで、築地塀と幅2メートルの溝をもって区画する。主要伽藍として金堂・塔が認められているが、伽藍配置は明らかでない。遺構の詳細は次の通り。
金堂
本尊を祀る建物。寺域ほぼ中央に位置する。盛り土および基壇の一部が検出されている。
塔
経典（金光明最勝王経）を納めた塔（国分寺以外の場合は釈迦の遺骨（舎利）を納めた）。寺域東寄り、現在の大日堂に重複する。基壇は一辺13-14メートルを測る。塔心礎と礎石5個が遺存する。心礎は北に約2メートル動かされている。直径約1.36メートルの円形の自然石で、直径約75センチメートルの円柱座とその上に枘を造り出す。他の礎石5個もいずれも原位置を保つものではない。
伽藍配置は紀伊国分寺と同じと推測する説がある。また出土瓦のうち創建期の軒丸瓦は興福寺式であり、紀伊国分寺と同笵関係にある点が注目される。そのほか重圏文・重郭文の組合せには阿波国分寺からの影響も推測される。
瓦の供給窯については、国分寺西側の国分遺跡（国分寺瓦窯跡）であることが明らかとなっている。2002-2003年度（平成14-15年度）の発掘調査では創建瓦の焼成窯として有牀平窯2基が見つかっている。

## 淡路国分尼寺跡
尼寺跡の所在地は不明となっている。
北方の南あわじ市八木新庄の稲荷神社付近に存在が推定されるが、これまでに明らかとはなっていない。

## 文化財

### 重要文化財（国指定）
- 木造釈迦如来坐像（彫刻）
南北朝時代の作。像高294.8センチメートル。像内背部に暦応3年（1340年）の墨書銘を有する。丈六の釈迦如来は国分寺本来の本尊であるが、現在も本尊とするのは諸国国分寺のうちで淡路国分寺のみである点で注目される。1901年（明治34年）8月2日指定[8][9][10]。

### 国の史跡
- 淡路国分寺塔跡 - 1951年（昭和26年）6月9日指定[1][6]。

### 兵庫県指定文化財
- 重要有形文化財
  - 飛天坐像（彫刻）

平安時代後期の作。像高53.7センチメートル。仏像光背または壁面に飾られた飛天光背の像で、背面は扁平とする。右膝を立て左膝を下げた蹲踞坐で、両腕は失われているが、楽器演奏か舞の姿を表したと推測される。また焼損痕が認められる（平安時代後期以降の建物焼失を示唆）[3]。1971年（昭和46年）4月1日指定[11][12][10]。

## 現地情報
所在地
- 兵庫県南あわじ市八木国分331[13]

交通アクセス
- 洲本インターチェンジより福良方面へ約8.5km、西淡三原インターチェンジより洲本方面へ5km[13]。兵庫県道126号松帆八木線・兵庫県道478号市八木線からは八木駐在所付近より南あわじ市道立石新庄線[14]を南へ、国道28号からは立石交差点より南あわじ市道立石新庄線[14]を北へ。最寄りのバス停はらん・らんバス野原東バス停で、当バス停から南あわじ市道八木77号線[14]を西へ。

周辺
- 十一明神神社（南あわじ市市十一ケ所） - 淡路国総社、淡路国府推定地。

## 関連文献
（記事執筆に使用していない関連文献）
- 金川心蓮『淡路国分寺史』1962年。
- 『淡路国分寺 -兵庫県三原郡三原町八木笶原国分地内淡路国分寺発掘調査報告-（三原町埋蔵文化財調査報告 第2集）』三原町教育委員会、1993年。
- 『国分遺跡発掘調査報告書 -淡路国分寺瓦窯の調査-（三原町埋蔵文化財調査報告 第3集）』三原町教育委員会、2005年。